# Trondheimsfjorden

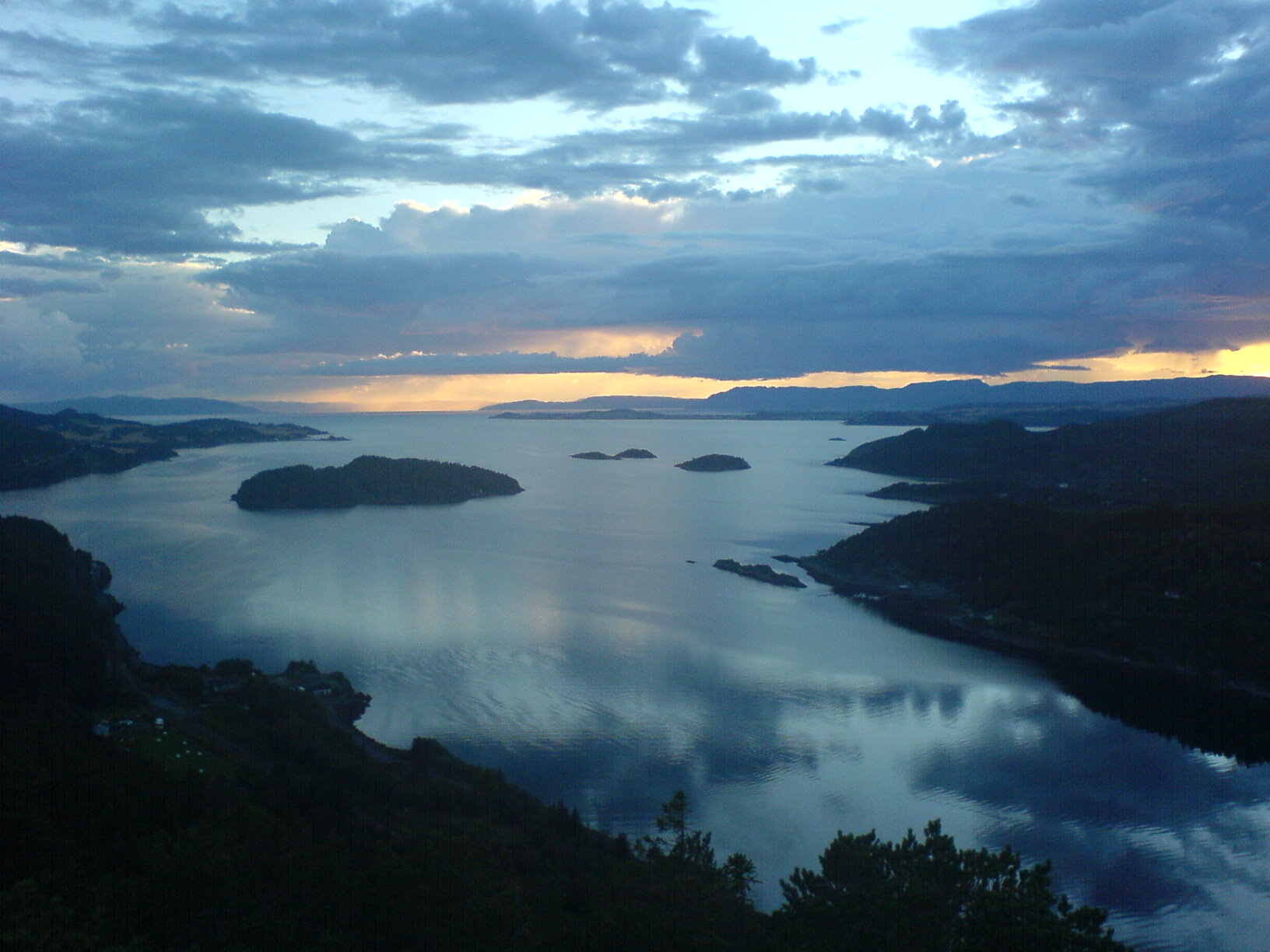
Åsenfjorden – jedna z odnóg Trondheimsfjordu w pobliżu Stjørdalu

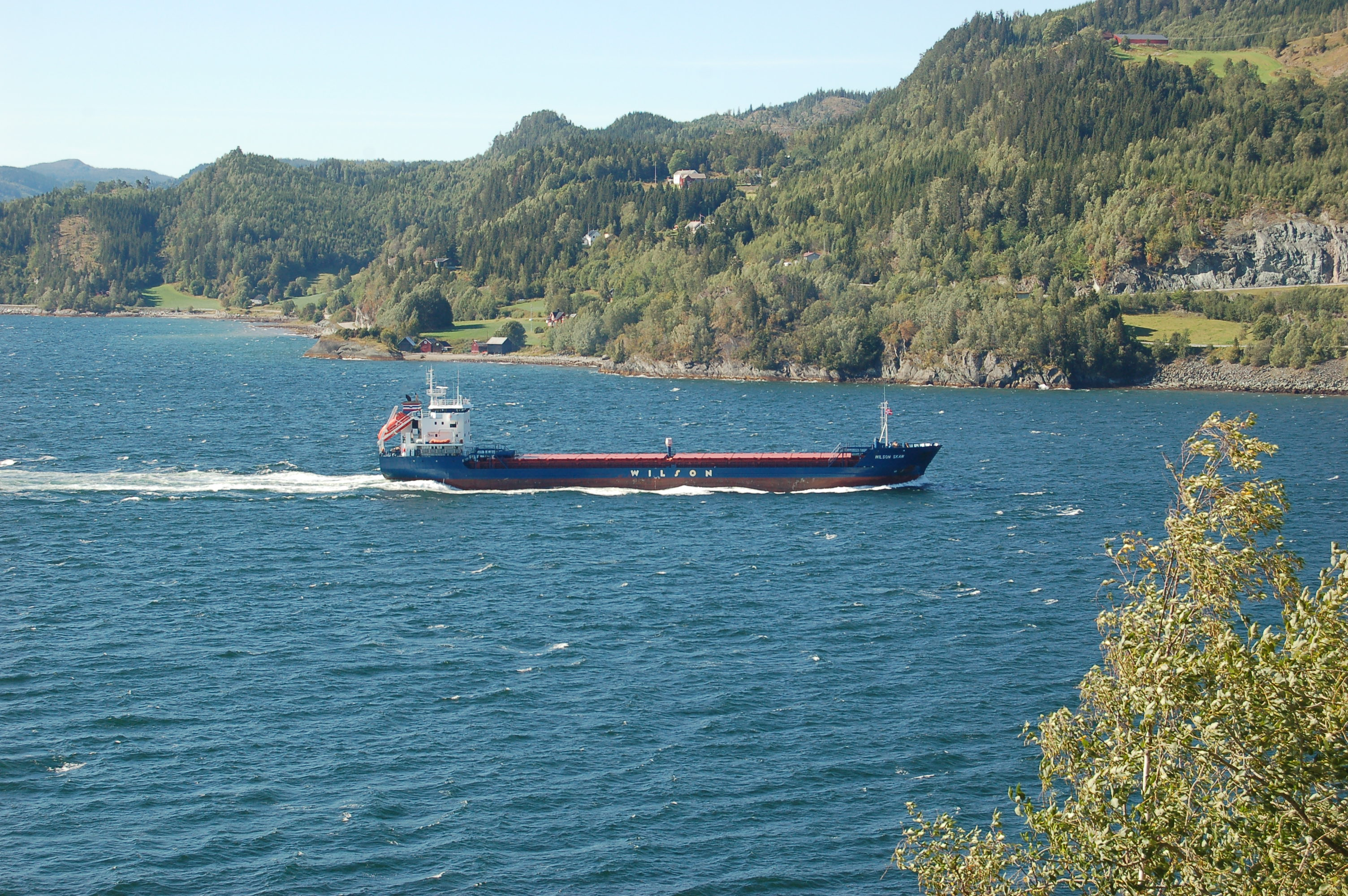
Statek norweskiego operatora Wilson ASA na wodach Trondheimsfjordu w pobliżu Skarnsundu

Trondheimsfjorden – zatoka Morza Norweskiego, trzeci pod względem długości fiord w Norwegii (130 km). Rozciąga się od Ørlandu na zachodzie do Steinkjeru na północnym wschodzie. Na jego brzegu leży m.in. Trondheim, dawna stolica państwa wikingów. Maksymalna głębokość fiordu wynosi 617 m (w pobliżu Agdenes). Największymi wyspami na fiordzie są Ytterøy i Tautra. Większa część fiordu (z wyjątkiem położonej najdalej na północny wschód odnogi) wraz z portem w Trondheim jest wolna od lodu przez cały rok.
Najwęższym miejscem fiordu jest cieśnina Skarnsund, oddzielająca zewnętrzną (wchodzącą do morza) jego cześć od wewnętrznej, zwanej Beitstadfjorden. Ma ona około 500 m szerokości i znajduje się na obszarze gminy Inderøy. Od 1991 roku przecina ją most Skarnsund.
Poza Trondheim nad Trondheimsfjorden leżą m.in. Stjørdal, Levanger, Steinkjer i Verdal.
Fiord posiada bogatą faunę, zarówno typową dla wód północnych, jak i południowych. Zaobserwowano w jego wodach co najmniej 90 gatunków ryb. W ostatnich latach odkryto również głębokowodne korale (Lophelia pertusa). Rzeki uchodzące do fiordu – Gaula (w Melhus), Orkla (w Orkdal), Stjørdalselva (w Stjørdal) i Verdalselva (w Verdal) – są jednymi z najbogatszych w łososia w Norwegii.
W 1888 roku podwodna lawina błotna w wodach fiordu spowodowała tsunami, które zabiło jedną osobę w Trondheim oraz uszkodziło trzy linie kolejowe.